# کوین وایسمن
کوین وایسمن (انگلیسی: Kevin Weisman؛ زادهٔ ۲۹ دسامبر ۱۹۷۰) یک هنرپیشه اهل ایالات متحده آمریکا است.
از فیلم‌ها یا برنامه‌های تلویزیونی که وی در آن نقش داشته است می‌توان به سرقت در ۶۰ ثانیه، تلنگر و فروشنده‌ها، قسمت دوم اشاره کرد.